# Museo del conservatorio di San Pietro a Majella
Il Conservatorio di Musica San Pietro a Majella custodice al suo interno oltre a una delle biblioteche musicali più importanti del mondo, una ragguardevole collezioni di beni museali.
Oltre alla biblioteca e alle collezioni museali è presente un archivio storico.

## Il palazzo monumentale

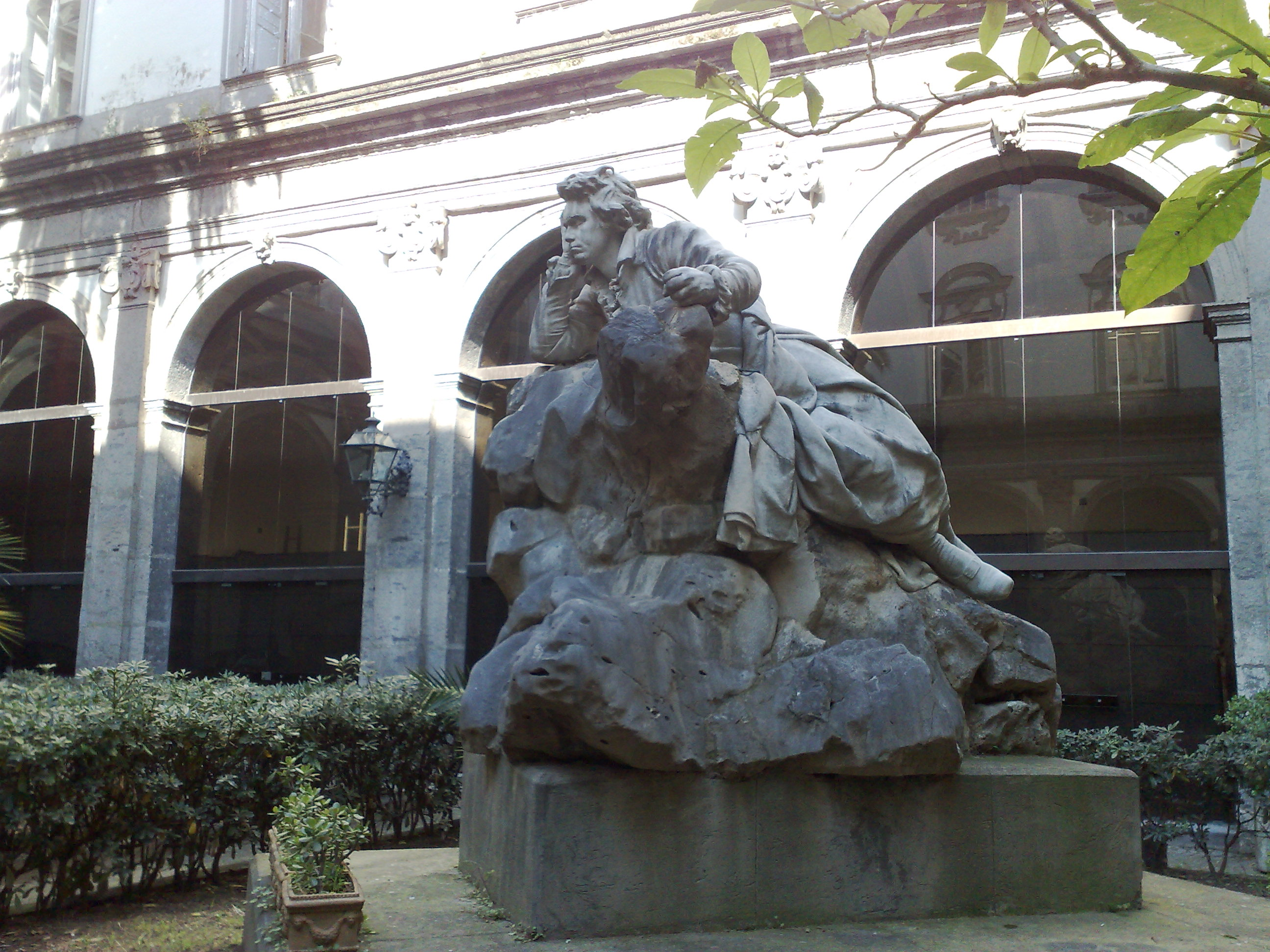
Beethoven, Francesco Jerace (1895)

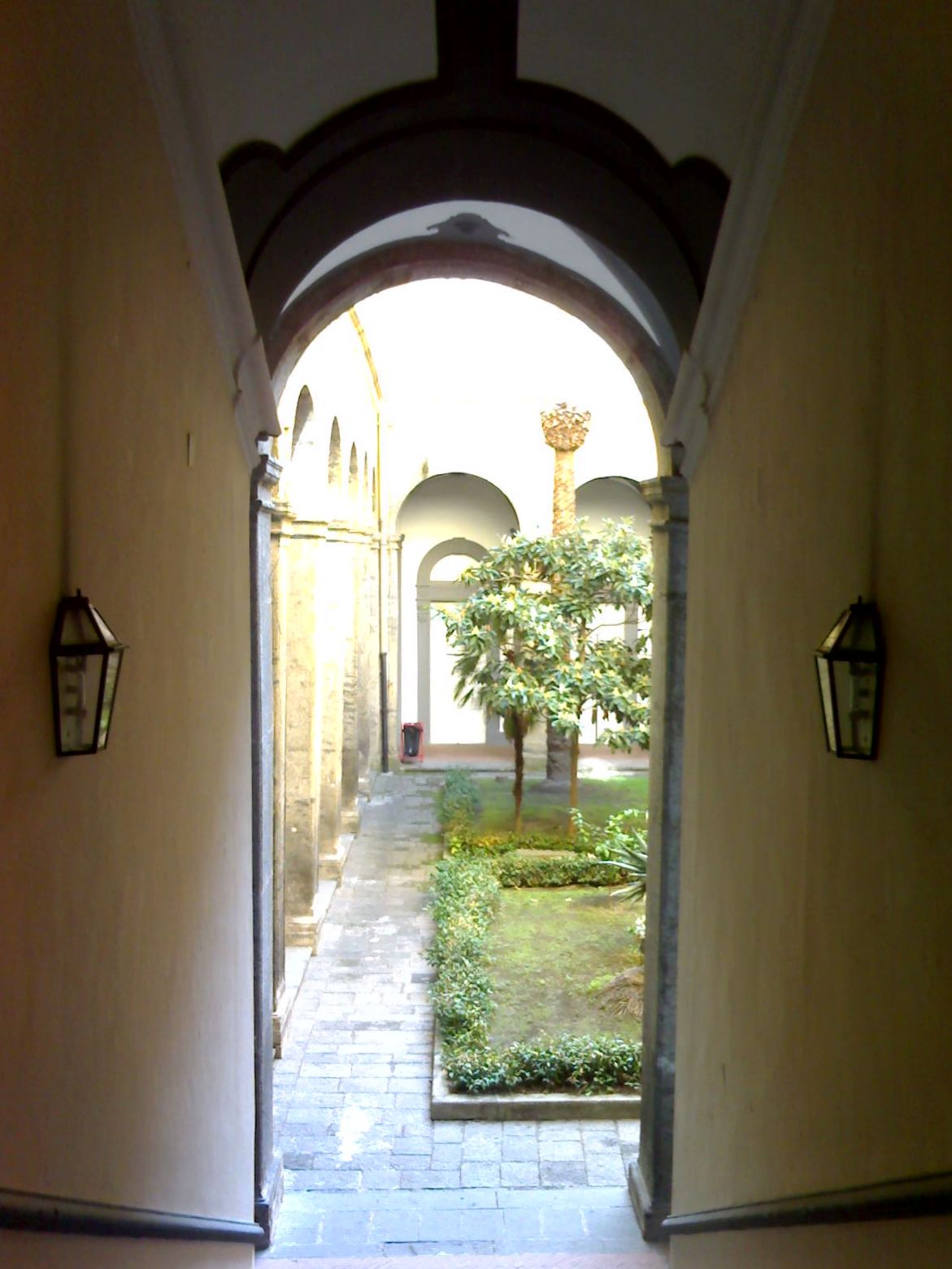
Scalone d'accesso alla biblioteca (visuale verso il chiostro piccolo)

Il monumentale palazzo offre importanti testimonianze artistiche già a partire dal chiostro grande, raggiungibile non appena varcato l'ingresso, nel quale vi è collocata l'opera scultorea di Francesco Jerace raffigurante Ludwig van Beethoven. 
Dallo stesso chiostro, si giunge alle sale da concerto del Conservatorio:  la Sala Scarlatti  (la più ampia che prima era la sala capitolare del convento), la Sala Martucci (nella quale vi è un affresco nel soffitto di Giuseppe Aprea raffigurante l'Allegoria della Musica e diversi ritrattii di grandi personalità del mondo della musica).

## La biblioteca, gli strumenti musicali e la quadreria
Dallo scalone monumentale accessibile dal secondo chiostro, si giunge al piano superiore, e da qui alla biblioteca. La biblioteca del Conservatorio una delle più antiche biblioteche musicali del mondo, custodisce al suo interno contenente una pregevole raccolta di cimeli di musicisti e compositori che hanno studiato nei precedenti istituti o in quello di san Pietro a Majella. Il polo espone inoltre strumenti antichi di finissima fattura o utilizzati da illustri personalità, come i pianoforti a tavolo appartenuti a Paisiello e Cimarosa, donati da Caterina II di Russia o una dei tre unici esemplari di arpa diatonica costruita da Antonio Stradivari, nonché l'ultima giunta a noi, poi vi sono i pianoforti di Saverio Mercadante e di Sigismund Thalberg, le arpe Sébastien Érard, i violini, violoncelli e viole della storica famiglia napoletana dei Gagliano, un clavicembalo del 1636 di Andreas Ruckers, insieme ad una pregevolissima collezione di strumenti a fiato dell'Ottocento napoletano.

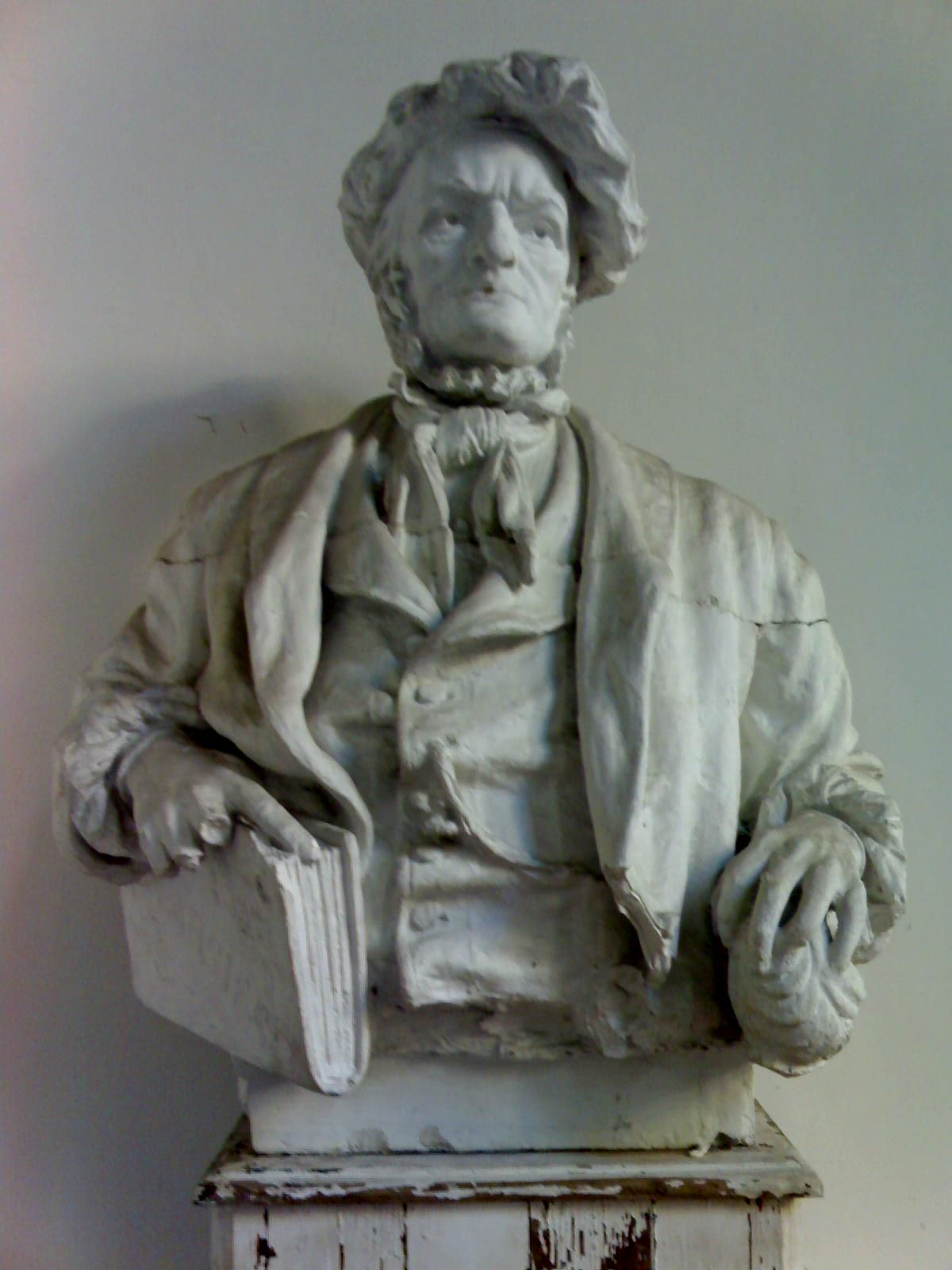
Busto in gesso di Richard Wagner

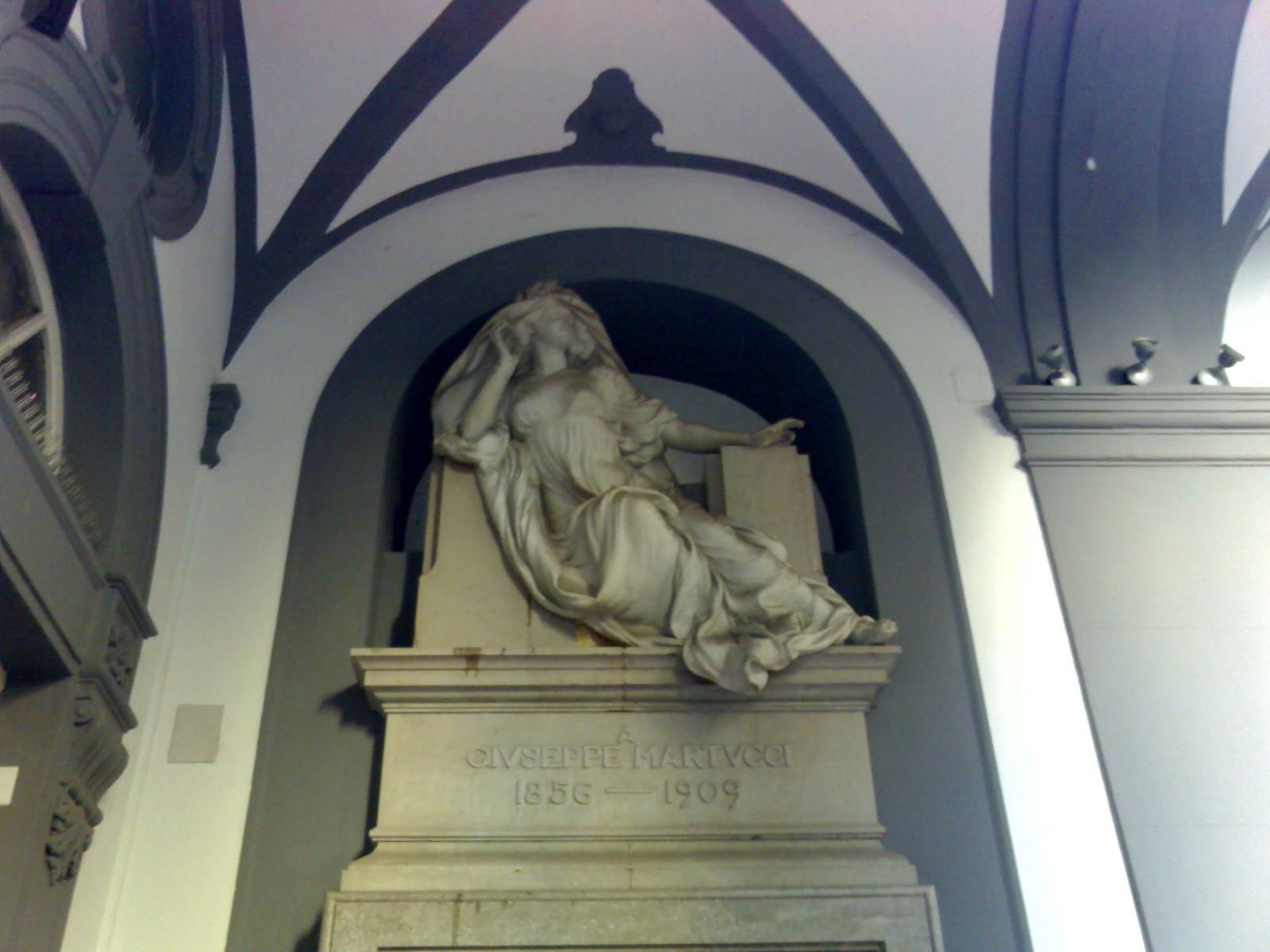
Monumento a Giuseppe Martucci

Completa il percorso la ricca quadreria (più di 150 pezzi) di ritratti di musicisti celebri, tra cui spiccano il Gioachino Rossini di Domenico Morelli, il Richard Wagner di Francesco Saverio Altamura, il Saverio Mercadante di Filippo Palizzi, il  Franz Liszt di Ignazio Perricci, il Giuseppe Tartini di Edoardo Dalbono, il Giuseppe Verdi sul letto di morte di Carlo Stragliati, il Federico Ricci di Horace Vernet, l'Umberto Giordano di Gaetano Esposito ed altri ancora. Arredano i corridoi anche numerosi busti di illustri musicisti e compositori eseguiti da Francesco Jerace, Tommaso Solari, Tito Angelini e altri scultori. Infine, vi è poi il calco in gesso della mano di Giuseppe Verdi, la porta decorata della camera di Francesco Florimo e Bellini e persino le bretelle di quest'ultimo.

## La biblioteca
Tra i reperti storici presenti in biblioteca, vanno annoverati la rara raccolta diverse migliaia di pezzi tra manoscritti autografi di edizioni musicali del XVI secolo e raccolte di numerosi libretti d'opera. Tra gli autori interessati vi sono: Alessandro e Domenico Scarlatti, Giovanni Battista Pergolesi, Giovanni Paisiello, Domenico Cimarosa, Gioachino Rossini, Vincenzo Bellini, Gaetano Donizetti e Giuseppe Verdi.
Il nucleo di testi presenti in biblioteca deriva anche dai quattro precedenti conservatori della città: il suo arricchimento è dovuto anche al re Ferdinando IV di Borbone, il quale obbligò agli impresari dei teatri della capitale del regno di dare all'istituto di san Pietro a Majella una copia di ogni spartito di opera o commedia che sarebbe poi andata in scena. Inoltre, tale obbligo si estendeva anche agli spartiti di tutte le opere passate andate in scena al real teatro di San Carlo.
La biblioteca si sviluppa su due piani ed è caratterizzata da diverse stanze che si succedono tra loro. Queste prendono i nomi degli illustri allievi che sono legati al conservatorio: "sala Piccinni", "sala Jommelli", "sala Pergolesi", "sala Paisiello" eccetera.

## L'archivio storico
Nell'archivio sono disponibili tutte le documentazioni riguardanti la vita del conservatorio, testimoniando con documenti certi e datati le tappe storiche che hanno dato vita alle fusioni dei quattro precedenti istituti musicali.